# Arroyo de las Andas
El arroyo de Las Andas es un curso de agua que nace en las faldas de Sierra Nevada, concretamente en la sierra del Manar, en el municipio español de Villa de Otura (Granada). Su cauce alto se ubica entre el nacimiento y la urbanización Viña del Rey en Villa de Otura, su cauce medio se sitúa desde la urbanización Viña del Rey hasta el núcleo urbano de Alhendín, su cauce bajo se sitúa desde Alhendín hasta su desembocadura en el río Dílar, en el término municipal de Las Gabias.
- Datos: Q5706099